# آندرئاس زیگیسموند مارگراف
آندرئاس زیگیسموند مارگراف (آلمانی: Andreas Sigismund Marggraf؛ زاده ۳ مارس ۱۷۰۹ درگذشته ۷ اوت ۱۷۸۲) یک شیمی‌دان اهل آلمان بود.

## کشفیات علمی
استخراج قند از چغندر، که تا آن زمان تنها از نیشکر حاصل می‌شد، نقطه شروع صنعت شکر در اروپا، و صنعت قند مدرن در جهان بود. اگرچه مارگراف تأثیر اقتصادی آن کشف را تشخیص داد، اما آن را دنبال نکرد. فرانتس کارل آچارد، شاگرد مارگراف، کار را تکمیل کرد و یک روش استخراج اقتصادی برای شکر از چغندرقند ایجاد کرد. سایر شاگردان مارگراف عبارتند از: یوهان گوتلوب لمان، و احتمالاً والنتین روز و مارتین هاینریش کلاپروت. او همچنین اولین کسی بود که گلوکز را از کشمش در سال ۱۷۴۷م. جدا کرد.